# Alexei Mozgovoi
Alexei Borisovitch Mozgovoi (em russo:  Алексе́й Бори́сович Мозгово́й, em ucraniano:  Олексі́й Бори́сович Мозгови́й, Oleksí Borísovitch Mozhový; 3 de abril de 1975 – 23 de Maio de 2015) foi um comandante da autoproclamada República Popular de Lugansk, líder da Brigada Prizrak. Foi assassinado em Donbass, com relatos conflitantes sobre quem haveria sido o responsável.

## Biografia
Mozgovoi nasceu na aldeia de Nijniaia Duvanka, Svatove, Lugansk, crescendo em Svatove, onde participou de um coral local, os Cossacos de Svatove. Pouco antes de começarem os protestos pró-russos de 2014, (a "Primavera Russa") Mozgovoi trabalhava em uma cozinha em São Petersburgo. Em 2014, durante o conflito no leste da Ucrânia, tornou-se comandante da Brigada Prizrak. Extraoficialmente, o seu grupo armado era conhecido como Cossacos de Antratsyt. Mozgovoi estava aliado com Igor Girkin, ministro da defesa da República Popular de Donetsk. Era conhecido por conflitos com outros rebeldes da República Popular de Lugansk. Mozgovoi teve contato com o líder do Partido Liberal Democrático da Rússia, Vladimir Zhirinovsky, assim como com o líder da Rússia Justa, Sergei Mironov.

## Morte
Mozgovoi foi morto em uma emboscada entre Lugansk e Alchevsk. Um secretário de imprensa, um motorista e seis guarda-costas também foram mortos. O ataque consistiu no bombardeio da estrada seguido por tiros de metralhadora.
O serviço de imprensa da República Popular de Lugansk atribuiu o ataque a sabotadores indefinidos. Sobreviventes líderes da Brigada Prizrak afirmaram que comandos ucranianos foram responsáveis, e pediram a seus partidários para não espalharem falsos rumores. Anton Gerashtchenko, assessor do Ministério dos Assuntos Internos ucraniano, alegou que Mozgovoi fora assassinado por uma spetsnaz russa.